# Machapuchare
Machapuchare, Machhapuchchhre o Machhapuchhre (del nepalès: माछापुच्छ्रे, que significa «cua de peix»; en tamu: कतासुँ क्लिको), és una muntanya del massís de l'Annapurna de la serralada de l'Himàlaia. Es troba a la província de Gandaki, al nord del Nepal central. Oficialment, el seu cim no ha estat mai ascendit a causa de la prohibició de l'escalada per part del govern del Nepal.
El Machapuchare es troba al final d'una llarga carena que ve del sud dels cims principals del massís de l'Annapurna, i que forma la frontera oriental del santuari de l'Annapurna. El cim es troba uns 25 km al nord de la capital provincial de Pokhara. El santuari és una destinació important per a fer trekking, i el lloc dels campaments base per la cara sud de l'Annapurna i altres cims del massís. El camí del Mardi Himal, per exemple, ascendeix cap a un cim menor.
A causa de la seva posició al sud de la serralada i en un terreny més baix del massís de l'Annapurna, que conté tres dels deu cims més alts en el món, el Machapuchare té un desnivell vertical enorme en una distància horitzontal curta. Això, combinat amb el seu perfil costerut, el fa un cim particularment cridaner, malgrat una alçada més baixa que molts dels seus veïns. El seu cim doble s'assembla a la cua d'un peix, que és el significat del seu nom en nepalès. Rep del malnom de «Cerví del Nepal».
És una muntanya sagrada pels gurungs i la gent de Chomrong.

## Història d'escalada

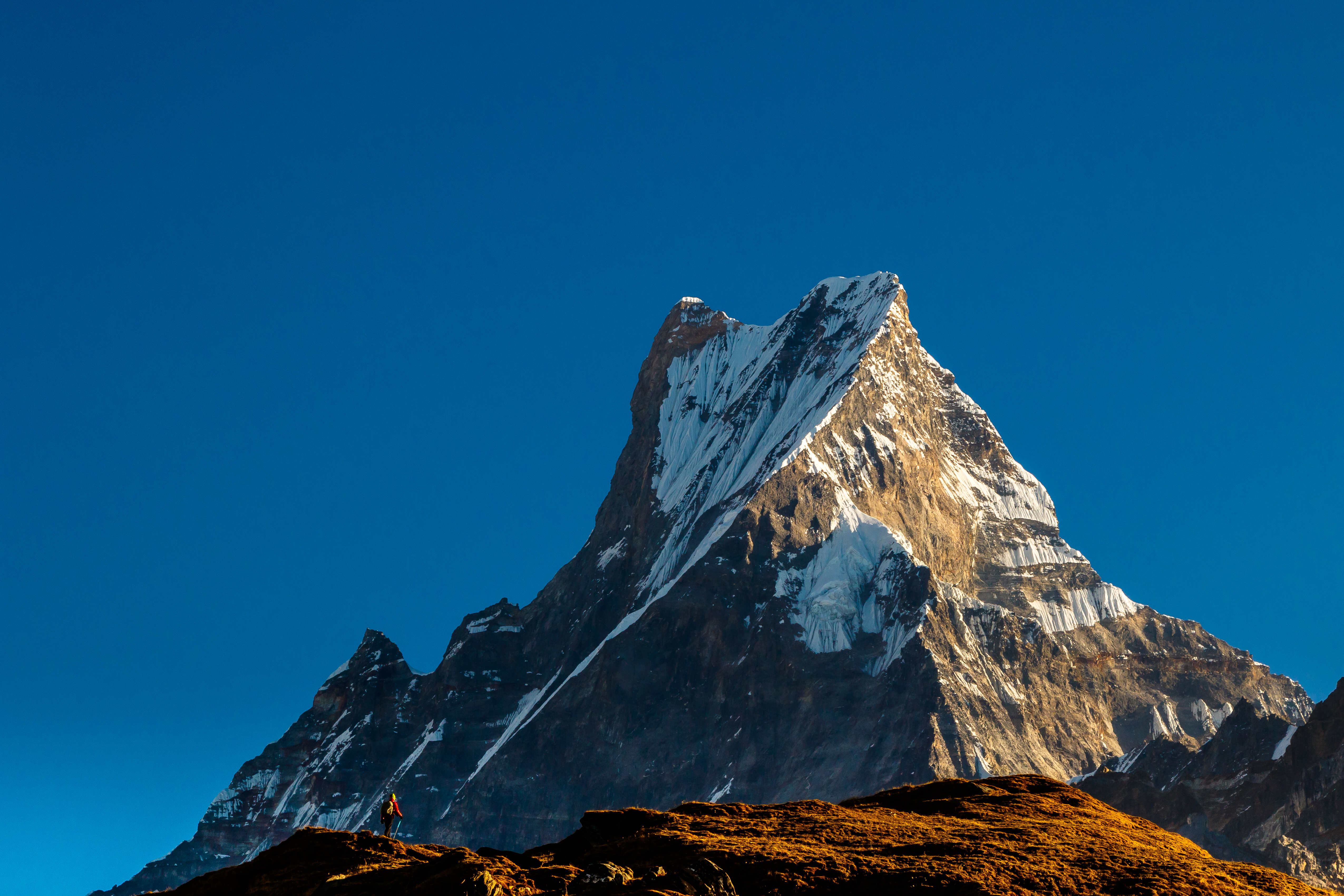

Es creu que el cim del Machapuchare no ha estat mai escalat. Només existeix un intent confirmat de l'any 1957 per part d'un equip britànic dirigit pel tinent coronel Jimmy Roberts. Els escaladors Wilfrid Noyce i A. D. Cox van arribar fins a 150m del cim via la carena nord, fins a una altitud d'uns 6.947 msnm. Complint la paraula de l'honor que havien donat al llavors rei Mahendra, Noyce i el seu equip van descendir sense posar peu al cim. Des de llavors no s'ha emès cap permís per a ascendir la muntanya per part del govern. Tradicionalment es considera una muntanya sagrada i la casa del déu Xiva.
Hi ha rumors d'un possible intent d'escalar-lo il·legalment per part de l'escalador neozelandès Bill Denz durant la dècada dels 1980 que podria haver assolit el cim, però no és una història confirmada i la seva mort en una allau l'any 1983 fa que sigui molt difícil de verificar.